# Louis Mộ đạo
Ludovicus Pius (tiếng Pháp: Louis le Pieux, tiếng Đức: Ludwig der Fromme; * tháng 6/8 778 ở Chasseneuil gần Poitiers; † 20 tháng 6 840 tại Ingelheim am Rhein) hay Louis Mộ Đạo, Louis Đệ Nhất (Louis Ier trong tiếng Pháp, Ludwig I trong tiếng Đức), là một nhà cai trị người Frank. Từ năm 781 ông là vua (unterkönig, phó vương) của chư hầu Aquitaine. Năm 813 ông được cha là Charlemagne trong một cuộc họp đại biểu đế quốc ở Köln phong làm hoàng đế thứ hai. Năm 814, khi cha chết, ông lên thay thế, làm vua và hoàng đế cả đế quốc Frank cho đến khi băng hà năm 840. Ba năm sau khi ông chết đế quốc Frank được chia làm 3 theo hiệp ước Verdun (843).

## Tiểu sử
Ông sinh năm 778, ra đời vào lúc vua cha đang đi chiến dịch ở Tây Ban Nha. Ông là một trong ba người con trai chính thống của Charlemagne, người anh sinh đôi của ông là Lothaire, đã chết vào năm sau đó.
Charlemagne thành lập các tiểu vương quốc nhằm giữ vững đường biên giới của đế quốc sau cuộc chiến tranh với người Aquitaine và người Basques. Ông đưa các con trai mình lên ngôi vua, trong đó có Louis I. Louis I được đăng quang ngôi vua từ khi còn nhỏ và cai trị tiểu vương quốc Aquitaine.

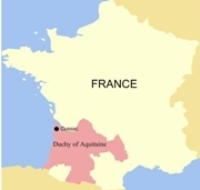
Lãnh địa Aquitaine (Pháp)

Năm 814, Charlemagne chết, ông thay cha lên trị vì đế quốc Frank.

## Vương triều
Trong suốt thời gian cai trị, ông chú trọng việc bảo vệ và mở rộng biên giới Tây Nam của Đế quốc. Điển hình, năm 801, ông chiếm được Barcelona từ tay người Moor. Năm 812, ông tuyên bố chủ quyền trên khắp vùng Pamplona và Basque ở phía Nam ngọn núi Pyrenees.